# Аврунін Олег Григорович
Аврунін Олег Григорович (нар. 1976) — український науковець, доктор технічних наук, професор, завідувач кафедри біомедичної інженерії Харківського національного університету радіоелектроніки.

## Біографія
Олег Аврунін народився 22 серпня 1976 року.
Після закінчення 1998 року Харківського технічного університету радіоелектроніки та здобуття спеціальності «Радіотехніка», навчався в аспірантурі.
2001 року захистив кандидатську дисертацію з вивчення принципів функціонування магнітних нейрохірургічних систем  на тему: «Обґрунтування навігаційних та силових параметрів магнітної стереотаксичної системи».
З 2002 року працював на кафедрі біомедичної інженерії Харківського національного університету радіоелектроніки факультету електронної та біомедичної інженерії на різних посадах: старшим науковим співробітником, старшим викладачем, доцентом.
2013 року захистив докторську дисертацію на тему: «Теоретичні основи, методи та засоби діагностики і комп'ютерного планування хірургічних втручань у ринології».
З 2017 року — завідувач кафедри біомедичної інженерії.
Наразі він є запрошеним професором Ганноверського університету імені Готфріда Вільгельма Лейбніца (Німеччина).
Крім того, Олег Аврунін займається моделізмом та є учасником низки виставок у Харкові
Олег Аврунін разом з аспірантами кафедри біомедичної інженерії та завідувачем кафедри оториноларингології ХНМУ професором А.С. Журавльовим та доцентом Н.О. Шушляпіною розробили пристрій для діагностики дихальних порушень  та були нагороджені дипломом за цю розробку. Апробація цієї технології відбувалась для оцінки ступеню дихальних порушень під час реабілітації поранених воїнів АТО. Апарат також визначає, за якої потужності дихання людина перестає відчувати запахи. За його допомогою можна вслідкувати й процес повернення нюху після коронавірусної хвороби

## Наукові здобутки
Олег Аврунін досліджує медичне приладобудування, інформаційні технології в медицині, методи нейровізуалізації . Викладає дисципліни, що стосуються проблем застосування мікропроцесорної техніки в медичній апаратурі й обробки біомедичних зображень. Активно займається міжнародною науковою діяльністю, є членом Європейської асоціації штучних органів (ESAO). Є членом Української асоціації біомедичних інженерів та технологів, представляє ХНУРЕ в Українській Асоціації «Комп'ютерна Медицина».
Олег Аврунін є заступником голови Науково-методичної підкомісії сектору вищої освіти Науково-методичної ради Міністерства освіти і науки зі спеціальності 163 – Біомедична інженерія, заступником голови спеціалізованої вченої ради, членом Вченої ради та ревізійної комісії Асоціації випускників ХНУРЕ.
Він є автором більш 300 наукових публікацій, монографій, 34 патентів України, науковим керівником Наукової школи медичного приладобудування та медичних мікропроцесорних систем, членом редколегій журналів «Радіотехніка», «Біофізичний вісник», «Фотобіологія та фотомедицина», «Клінічна інформатика і Телемедицина» , «Біомедична інженерія та електроніка» Підготував 10 кандидатів наук.
Лауреат Державної премії України в галузі освіти 2019 року.
Нагороджений Почесною грамотою Міністерства освіти і науки України, Дипломом стипендіата ім. Г.Ф. Проскури, нагрудним знаком “Відмінник освіти”.
Профіль науковця на порталі НБУВ.

## Публікації
- Масловский С. Ю., Пятикоп В. А., Аврунин О. Г. К вопросу об эффективности расчетов стереотаксических координат головного мозга человека // Biomedical and Biosocial Antropology, 2010, № 14, С.117-120.
- Аврунин О. Г. К определению аэродинамических характеристик верхних дыхательных путей // Технічна електродинаміка, тематичний випуск «Силова електроніка та енергоефективність» 2010, частина 2, с. 279—284.
- Аврунин О. Г. Методика расчета диаметра сопла Вентури для устройства по определению перепадно расходных характеристик носовых проходов // Прикладна гідромеханіка, гідромашини і гідропневмоагрегати, 2010, № 2(28), С.62-66.
- Аврунин О. Г., Семенец В. В., Тымкович М. Ю. Использование DICOM изображений в медицинских системах // НТУУ «КПІ»  Техн. електродинаміка Силова електроніка та енергоефективність, (СЕЕ'2012)". — Київ: НТУ «ХПИ». — 2012 —  Т. 4. — С. 178-183.
- Аврунин О. Г. , Носова Т. В., Носова Я. В., Семенец В. В. Проблемы инклюзивного образования // Вісник Харківського національного університету імені ВН Каразіна. Серія: Соціальні комунікації, 2014. — № 6, С. 23-27.
- Avrunin, O. G. (2014). Improving the reliability of rhinomanometry diagnostics by considering statistical characteristics of measured signals. Telecommunications and Radio Engineering (English Translation of Elektrosvyaz and Radiotekhnika), 73(7), 647-655.
- Avrunin, O. G., Nosova, Y. V., Shuhlyapina, N. O., Zlepko, S. M., Tymchyk, S. V., Hotra, O., . . . Mussabekova, A. (2017). Principles of computer planning in the functional nasal surgery. [Zasady planowania komputerowego w czynnościowej chirurgii nosa] Przeglad Elektrotechniczny, 93(3), 140-143.
- Avrunin, O. G., Nosova, Y. V., Faruk, K. I. (2018). A tool for researching respiratory and olfaction disorders. Telecommunications and Radio Engineering (English Translation of Elektrosvyaz and Radiotekhnika), 77(15), 1389-1395.
- Аврунін О. Г., Безшапочний С. Б., Бодянський Є. В., Семенець В. В., Філатов В. О. Інтелектуальні технології моделювання хірургічних втручань. — Харків: ХНУРЕ, 2018. — 236 с.
- Аврунін О. Г., Бодянський Є. В., Семенець В. В., Філатов В. О., Шушляпіна Н. О. Інформаційні технології підтримки прийняття рішень при визначенні порушень носового дихання. — Харків: ХНУРЕ, 2018. — 132 с.
- Аврунін О. Г., Бодянський Є. В., Калашник М. В., Семенець В. В., Філатов В. О.Сучасні інтелектуальні технології функціональної медичної діагностики. — Харків: ХНУРЕ, 2018. — 236 с.
- Avrunin, O., Seminko, V., Maksimchuk, P., Grygorova, G., Semenets, V., Klochkov, V., & Malyukin, Y. (2019). Catalytic decomposition of hypochlorite anions by ceria nanoparticles visualized by spectroscopic techniques. Journal of Physical Chemistry C, 123(33), 20675-20681.
- Avrunin, O. G., Tymkovych, M. Y., Saed, H. F. I., Loburets, A. V., Krivoruchko, I. A., Smolarz, A., & Kalimoldayeva, S. (2019). Application of 3D printing technologies in building patient-specific training systems for computing planning in rhinology. Paper presented at the Information Technology in Medical Diagnostics II - Proceedings of the International Scientific Internet Conference on Computer Graphics and Image Processing and 48th International Scientific and Practical Conference on Application of Lasers in Medicine and Biology, 2018, 1-8.

## Особисте життя
Олег Аврунін захоплюється стендовим моделізмом, вітрильним спортом, пілотуванням квадрокоптеру, аерофотозйомкою, музикою.